# Pillola maschile
La pillola maschile è uno strumento di contraccezione farmacologico per uso orale.
È uno dei pochi metodi di contraccezione maschile, insieme al profilattico e alla vasectomia praticata in alcuni paesi. Il farmaco è ancora in fase sperimentale, e si basa su una somministrazione combinata di testosterone e progestinico, in modo analogo a quanto avviene per la pillola femminile. I pazienti che assumano regolarmente la pillola possono beneficiare degli effetti contraccettivi dopo circa tre mesi dalla prima somministrazione.

## Descrizione
Essendo in sperimentazione da più gruppi di ricerca nel mondo, la pillola maschile presenta alcune differenze tra le varie soluzioni proposte. Una via alternativa per assumere il testosterone è basata su iniezioni intramuscolari da effettuarsi ogni due mesi circa, che in tal caso vanno ad affiancarsi alla pillola da prendersi quotidianamente. Esistono in aggiunta alternative sostanzialmente differenti, che non si basano su dosaggi ormonali e che sono in grado di agire entro poche ore dall'assunzione, ostacolando direttamente l'eiaculazione. Uno dei più recenti studi propone invece una pillola che opera tramite una molecola che neutralizza direttamente una specifica proteina, rendendo gli spermatozoi incapaci di fecondare l'ovulo femminile.

### Controindicazioni
I tempi di recupero della fertilità nei soggetti che hanno assunto la pillola maschile sono allo studio, attualmente sembrano attestarsi intorno ai tre mesi. Sono inoltre sotto attenzione gli eventuali effetti su fegato, reni e prostata, con esiti finora confortanti.